# Adolf Jensen (zoolog)
Adolf Severin Jensen, född 23 maj 1866, död 29 augusti 1953, var en dansk zoolog.
Jensen blev 1892 filosofie magister, inspektor vid zoologiska museet och 1917 professor vid universitetet i Köpenhamn. 1918 blev Jensen filosofie hedersdoktor vid Lunds universitet. Han ägnade sig huvudsakligen åt studiet av de nordiska, särskilt arktiska djurens systematik och biologi och utgav bland annat värdefulla kritiska arbeten över visa fiskars och musslors systematik. 1908-09 ledde Jensen praktisk vetenskapliga arbeten på västra Grönland.